# 六天七夜
《六天七夜》（英語：Six Days, Seven Nights）是一部於1998年上映的美國冒險冒險喜劇片。由艾凡·瑞特曼執導，哈里遜·福特及安·海契主演。該片主要於考艾島拍攝。《六天七夜》於1998年6月12日上映，儘管評價褒貶不一，還是取得了票房上的成功。

## 製作
電影以飛機特技表演為賣點。這些效果是在沒有CGI協助的情況下來產生。De Havilland Beaver的墜毀現場是由一架Bell Huey Family飛機在200英尺的電纜懸吊無人駕駛飛機並使發動機運轉的情況下進行。哈里遜·福特是一名經過認證的飛行員，在滿足保險公司的培訓要求後，自己在片中親自駕駛飛機。

## 外部連結
- 互联网电影数据库（IMDb）上《六天七夜》的资料（英文）